# سرخوی مالاباری
سرخوی مالاباری، نام یک گونه از خانواده سرخوماهیان (Lutjanidae) است که در آب‌های بخش ایرانی خلیج فارس و دریای عمان نیز مشاهده می‌شود. این گونه، ارزش صید تجاری بالایی دارد.

## پراکنش
از نظر مختصات جغرافیایی، از ۳۳ درجه شمالی تا ۳۳ درجه جنوبی و ۴۳ درجه شرقی تا ۱۷۸ درجه غربی وجود دارد.
سرخوی مالاباری در آب‌های خلیج فارس و دریای عمان و نیز زیستگاه‌هایی نظیر دریای عرب، خلیج بنگال، دیواره بزرگ مرجانی و دریای مرجان در استرالیا، خلیج عدن، خلیج تایلند، اقیانوس هند، اقیانوس آرام، دریای سرخ، دریای جنوب چین، دریای زرد، و… مشاهده شده‌است.

## اندازه و سن
حداکثر طول کل بدن به ۱۰۰ سانتیمتر و به‌طور متوسط تا ۵۰ سانتیمتر می‌رسد. حداکثر وزن گزارش شده، ۷٫۹ کیلوگرم بوده‌است. این ماهی تا ۳۱ سال عمر می‌کند، اما مطالعات در استان هرمزگان نشان می‌دهد که در این منطقه حداکثر سن آن ۷ سال بوده‌است.

## مشخصات
بدن مرتفع، دهان انتهایی و دارایی چند ردیف دندان بر روی فکین، نیمرخ و سر مقعر یا مستقیم می‌باشد، ردیفهای فلس بالای خط جانبی مایل و زیر خط جانبی افقی به نظر می‌رسد. خط جانبی دارای ۵۷ تا ۶۰ عدد فلس، باله پشتی دارای ۱۱ شعاع سخت و ۱۲–۱۴ شعاع نرم، باله مخرجی دارای ۳ شعاع سخت و ۸ تا ۹ شعاع نرم، باله شکمی دارای یک شعاع سخت و ۵ شعاع نرم می‌باشد. رنگ بدن بالغین کاملاً قرمز، در انواع جوان پشت قرمز قهوه‌ای و پائین نقره‌ای می‌باشد.

## زیست‌شناسی
گونه‌ای دریازی است که در مقاطعی از سن وارد آب لب‌شور مناطق حرا، خورها و ورودی رودخانه‌ها نیز می‌گردد.
در عمق ۱۲ تا ۱۰۰ متری آب‌های گرم حضور دارند. بالغین هم در مناطق ساحلی و هم مناطق مرجانی دور از ساحل دیده می‌شوند. بسته به زیستگاه، بیشتر در مجاورت اسفنج‌ها و بادبزن‌های دریایی (Gorgonian) یا مناطق با بستر گلی سخت حضور دارند. ماهیان نوزاد و جوان، سواحل کم‌عمق را ترجیح داده و بالغین در مناطق عمیق‌تر هستند.
غذای آن‌ها بیشتر از ماهی‌ها (مثل جنس Nemipterus) و کمی هم از سخت‌پوستان کفزی (مثل جنس Penaeus) و سرپایان و نیز سایر بی‌مهرگان کفزی است.
بیشتر در شب‌ها شکار و تغذیه دارد. در استرالیا همراه با بعضی گونه‌های دیگر جنس Lutjanus تشکیل گله می‌دهند.
تخمگذار هستند. تخمریزی به‌صورت چندمرحله‌ای یا یکباره دارد.
هماوری مطلق (مجموع تخم تولیدی یک ماهی سرخوی مالاباری مادّه) در استرالیا بین ۵۰۰۰۰۰۰ تا ۷۰۰۰۰۰۰ گزارش شده‌است. از تخم‌ها مراقبت نمی‌کنند.